# Eilean Chaluim Chille
Eilean Chalium Chille es una isla deshabitada, localizada en el grupo de las Hébridas Exteriores, en Escocia. La isla se encuentra ubicada frente a la costa este de la isla de Lewis, en la boca del Loch Erisort.  Cuando baja la marea, Eilean Chaluim Chille está conectada por una calzada a Lewis. 
La isla alcanza una altura de 43 m en el noreste. Hay dos lagos en el centro de la isla. 

## Historia
En el extremo sur de la isla se encuentran las ruinas de Teampall Chaluim Chille (iglesia de San Columbano). La tradición local dice que fue el lugar donde los monjes columbanos llegaron por primera vez a Lewis. Otra tradición es que fue construida por un hombre llamado Columb Kill. 
Probablemente había una iglesia allí desde el período medieval. El cementerio estuvo en uso hasta 1878. 

Eilean Chaluim Chille está protegida por Historic Environment Scotland.
- Datos: Q513423
- Multimedia: Eilean Chaluim Chille / Q513423